# Wivex
Restaurant Wivex var en restaurant tilknyttet Tivoli i København. Den lå i Tivolis facadebygning Vesterbrogade 3.

## Historie
Den var grundlagt i 1880 under navnet Restaurant Wivel af senere kammerråd Carl Christian Wivel (1844-1922), der 1890 lejede hjørnet af Tivolis nyopførte facadebygning (tegnet af Richard Bergmann og Emil Blichfeldt), hvor restauranten siden havde til huse. I 1910 blev grundlæggerens slægtning Anton Pedersen (1868-1929) medejer og i 1919 eneejer. Han fulgtes af sin søn, direktør Frode Stauby Pedersen (1901-1967). I 1931 ændredes restaurantens navn fra Wivel til Wivex, fordi Wivel-familien havde klaget over brugen af navnet.
Fra 1930'erne til 1950'erne transmitterede Danmarks Radio middagskoncerter fra Wivex med bl.a. Teddy Petersens Orkester med Valdemar Davids, Bror Kalles Kapel og Hans Peder Åses Orkester.

## Aktieselskab
Virksomheden omdannedes i 1932 til et aktieselskab. Fra 15. september 1935 havde Wivex tillige hovedledelsen af Restaurant Nimb. Fløjen mod Bernstorffsgade blev tilbygget i 1912, og i 1930 ombyggedes en del af restauranten. Under besættelsen blev Wivex udsat for en ødelæggende schalburgtagebrand. Den genåbnede den 6. november 1946 i moderniseret stand efter opbygning ved Ernst Kühn.
Bestyrelsen bestod i 1950 af direktør Frode Pedersen, som var formand, kontorchef Aage Christensen (1894-) og overretssagfører Peter Paulsen (1884-). 
Wivex drejede nøglen om i 1964. Bygningen blev jævnet med jorden og erstattet af de nuværende bygninger tegnet af Preben Hansen. Navnet Wivex levede i nogle år videre i en restaurant i den nye bygning, som blev indviet 1971.

## Galleri
- Restaurant Wivex set fra Vesterbrogade i 1954
- Underholdning på Wivex i 1954 med biludstilling på stedet
- Modeopvisning på Wivex i 1954
- Kok fremstiller isskulpturer på Wivex
- Anretninger til serviring fra køkkenet
- Poul Reichhardt (siddende til højre) på Wivex i 1954